# Trisquel
Trisquel GNU/Linux — дистрибутив GNU/Linux, основанный на Ubuntu. Проект направлен на создание полностью свободной операционной системы без проприетарного программного обеспечения и использует версию модифицированного ядра Ubuntu, из которой были удалены блобы. Trisquel полагается на пожертвования пользователей. Его эмблема — трискелион, кельтский символ. Trisquel входит в список дистрибутивов Фонда свободного программного обеспечения, содержащих только свободное программное обеспечение.

## Обзор
Доступны четыре издания Trisquel.

### Trisquel
Стандартный дистрибутив Trisquel включает графическую оболочку MATE и графический интерфейс пользователя, а также английскую, испанскую и 48 других локализаций (всего 50), образ Live DVD размером 2,6 ГБ. Другие переводы могут быть загружены, если во время установки присутствует интернет-соединение.

### Trisquel Mini
Trisquel Mini — альтернатива классическому Trisquel, разработанная для работы на нетбуках и более старом оборудовании. Издание использует легковесную графическую оболочку LXDE, и легковесные альтернативы GTK+, и X Window System для приложений GNOME, и Qt-KDE. Рабочий стол LXDE также включает в себя английскую и испанскую локализации, имеет Live CD размером 1,2 ГБ.
Если при установке Trisquel или Trisquel Mini включено подключение к Интернету, программное обеспечение будет загружаться, и устанавливаться самостоятельно, включая пользовательские меню, и всю доступную документацию, на любом одном или нескольких языках.

### Trisquel Sugar TOAST
Sugar — графическая оболочка, относящаяся к бесплатному программному обеспечению с открытым исходным кодом, разработанная с целью использования детьми для интерактивного обучения. Sugar заменяет стандартную среду рабочего стола GNOME, имеет Live CD размером 1,1 ГБ.

### Trisquel NetInstall
Состоит из 42-мегабайтного Live CD-образа с минимальным количеством программного обеспечения для запуска установки с помощью сетевого установщика и получения оставшихся пакетов через Интернет.

## Системные требования
Системные требования для версии 11.0.1:
- Архитектуры процессора: amd64, arm64, armhf, ppc64el
- Объём дискового пространства: 25 Гбайт
- Объём оперативной памяти: 4 Гбайт для версий с MATE, KDE Plasma и Sugar; 2 Гбайт для LXDE[14]

## Локализация
Дистрибутив включает в себя 51 язык, предварительно установленный в загружаемом DVD-образе размером 1,2 ГБ.
Полный исходный код языков для полной установки Trisquel также доступен в DVD-образе размером 7,1 ГБ.

## История
Проект был основан в 2004 году при поддержке Университета Виго для поддержки галисийского языка в программном обеспечении для образования и был официально представлен в апреле 2005 года Ричардом Столлманом, основателем проекта GNU, в качестве гостя. По словам директора проекта Рубена Родригеса, поддержка галисийского языка вызвала интерес к операционной системе в южноамериканских и мексиканских общинах эмигрантов из провинции Оренсе.
К декабрю 2008 года, Trisquel был включен в список свободных дистрибутивов Фонда свободного программного обеспечения.

## История версий
| Легенда: | Старая версия | Старая поддерживаемая версия | Текущая версия | Тестовая версия | Будущая версия |

| Версия     | Кодовое имя | Дата релиза | Дата прекращения поддержки | Версия ядра        | Графическая оболочка | Основан на                         |
| ---------- | ----------- | ----------- | -------------------------- | ------------------ | -------------------- | ---------------------------------- |
| 1.0        | Arianrhod   | 2007-01-30  | Неизвестно                 | Linux 2.6.18.6     | GNOME 2.14           | Debian 4.0 (Etch)                  |
| 2.0 LTS    | Robur       | 2008-07-24  | 2014-03-02                 | Linux 2.6.24       | GNOME 2.22           | Ubuntu 8.04 (Hardy Heron)          |
| 3.0 STS    | Dwyn        | 2009-09-08  | 2011-05-11                 | Linux-libre 2.6.28 | GNOME 2.26           | Ubuntu 9.04 (Jaunty Jackalope)     |
| 3.5 STS    | Awen        | 2010-03-22  | 2011-07-14                 | Linux-libre 2.6.31 | GNOME 2.28           | Ubuntu 9.10 (Karmic Koala)         |
| 4.0 LTS    | Taranis     | 2010-09-18  | 2015                       | Linux-libre 2.6.32 | GNOME 2.30           | Ubuntu 10.04 (Lucid Lynx)          |
| 4.5 STS    | Slaine      | 2011-03-24  | 2012-09-15                 | Linux-libre 2.6.35 | GNOME 2.32           | Ubuntu 10.10 (Maverick Meerkat)    |
| 5.0 STS    | Dagda       | 2011-09-17  | 2014-03-02                 | Linux-libre 2.6.38 | GNOME 2.32           | Ubuntu 11.04 (Natty Narwhal)       |
| 5.5 STS    | Brigantia   | 2012-04-16  | 2014-03-02                 | Linux-libre 3.0    | GNOME 3.2            | Ubuntu 11.10 (Oneiric Ocelot)      |
| 6.0 LTS    | Toutatis    | 2013-03-09  | 2017                       | Linux-libre 3.2    | GNOME 3.4            | Ubuntu 12.04 (Precise Pangolin)    |
| 7.0 LTS    | Belenos     | 2014-11-03  | 2019                       | Linux-libre 3.13   | GNOME 3.12           | Ubuntu 14.04 (Trusty Tahr)         |
| 8.0 LTS    | Flidas      | 2018-04-18  | 2021                       | Linux-libre 4.4    | MATE 1.1x            | Ubuntu 16.04 (Xenial Xerus)        |
| 9.0.1 LTS  | Etiona      | 2020-10-16  | 2023                       | Linux-libre 4.15   | MATE 1.20            | Ubuntu 18.04 LTS (Bionic Beaver)   |
| 10.0.1 LTS | Nabia       | 2022-05-27  | 2025                       | Linux-libre 5.4    | MATE 1.24            | Ubuntu 20.04 LTS (Focal Fossa)     |
| 11.0 LTS   | Aramo       | 2023-03-19  | 2027                       | Linux-libre 5.15   | MATE 1.26            | Ubuntu 22.04 LTS (Jammy Jellyfish) |

В версиях, имеющих GNOME 3.x, и использующих GNOME Classic/Flashback, указана графическая оболочка GNOME по умолчанию. Все выпуски Trisquel, начиная с версии 6, основаны только на LTS-выпусках Ubuntu.
Текущие версии включают это общее программное обеспечение:
- Abrowser, ребрендированная версия Firefox, никогда не предлагает несвободных надстроек, и не включает в себя никакое торговое название. Он ребрендирован, потому что политика товарных знаков Mozilla запрещает модификации, которые включают их товарный знак без согласия[45].
- Gnash, свободный просмотрщик SWF вместо Adobe Flash Player, который является проприетарным программным обеспечением[46].

Предыдущие издания:

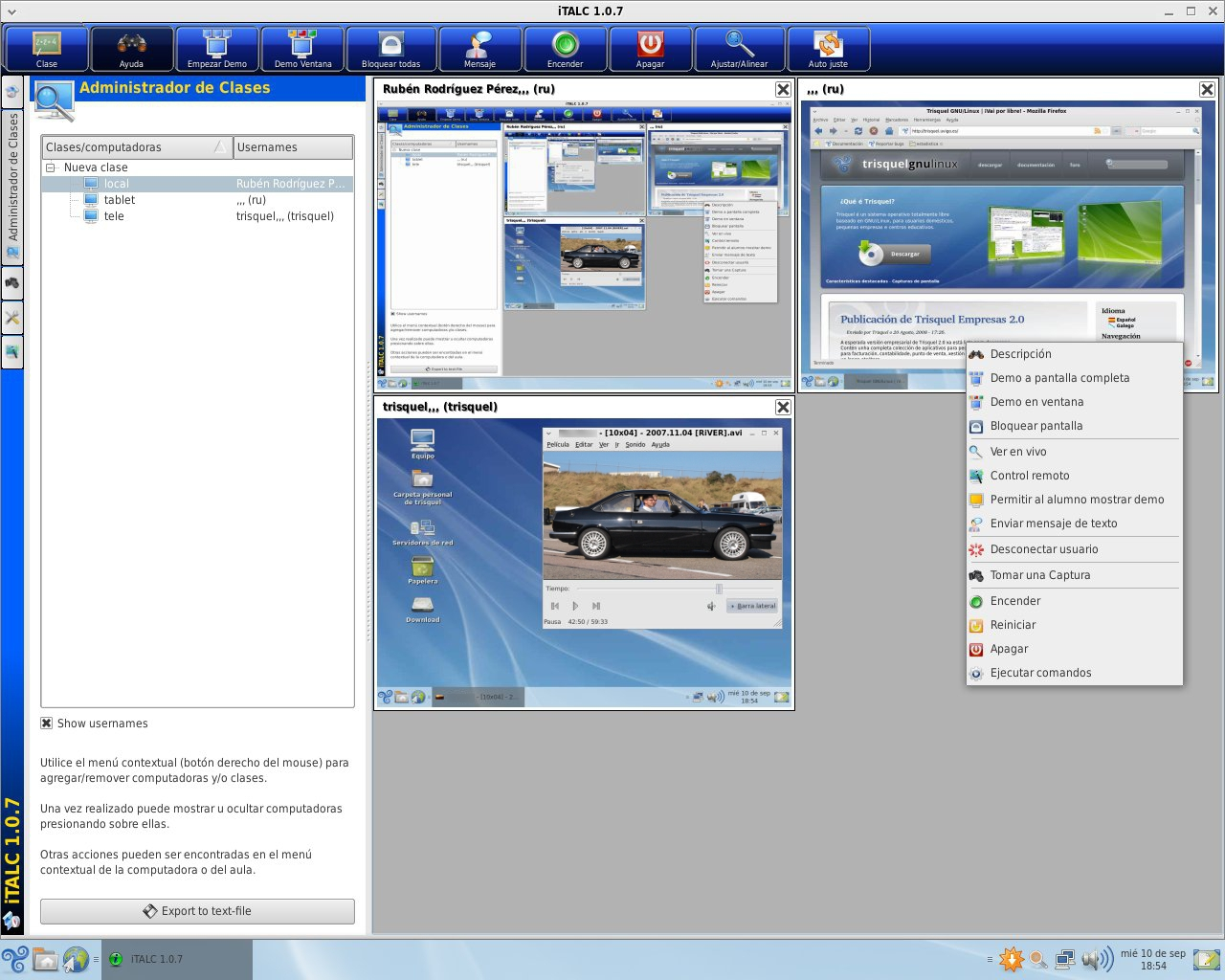
Сервер Trisquel LTSP, управляемый через iTALC.

- Trisquel Pro был ориентирован на бизнес, и являлся легковесным. Он был частью Trisquel 2.0 LTS Robur, но дальше не было другого релиза[47].
- Trisquel Edu ориентировался на образование, для школ, и университетов. Как и Trisquel Pro, никакой другой выпуск не был создан кроме Trisquel 2.0 Robur[48].
- Trisquel on Sugar был ориентирован на образование, основанный на графической оболочке Sugar для интерактивного обучения для детей. Он был выпущен одновременно с Trisquel 7.
- Trisquel Gamer был независимым изданием, поддерживаемым Дэвидом Сарагосой. Он включал 55 бесплатных программных игр, и мог загружаться с Live DVD или USB-накопителя. Он был выпущен с Trisquel 3.5, который больше не поддерживается[49].

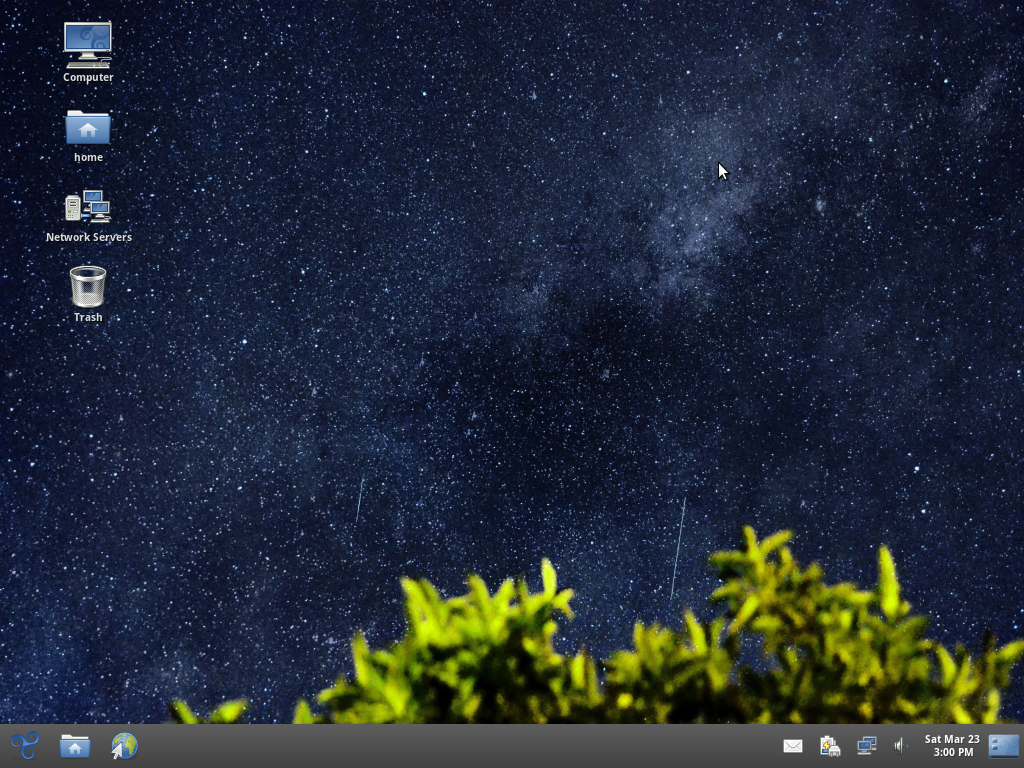
Рабочий стол Trisquel 6 с GNOME Fallback.

## Мнения
Джесси Смит из DistroWatch рассмотрела выпуск 4.0 «Taranis», и описала его как изысканный, и надёжный. Она имела трудности с удалением программного обеспечения из-за основной проблемы с выпуском. Она похвалила Trisquel как операционную систему, которая продемонстрировала полезность вместо простого соответствия критериям свободного программного обеспечения. Джесси Смит также рассмотрела Trisquel 7.0 в 2014 году.
Джим Линч из Desktop Linux Reviews рассмотрел выпуск 5.5 «Brigantia», и описал его как «хорошо упорядоченный, и хорошо разработанный», и рекомендовал пользователям, заботится ли он только о свободном ПО, или нет. Линч заявил, что релиз подходит для начинающих, и продвинутых пользователей.
Крис Фишер и Мэтт Хартли из The Linux Action Show! высоко оценили дизайн, простоту использования, и аппаратную поддержку Trisquel 5.5 и Trisquel 5.5 Mini, но обнаружили, что ядро Linux-libre, обнаруженное в Trisquel, препятствует функциональности проприетарных беспроводных устройств. Они утверждали, что дистрибутив предназначен для опытных пользователей, и что новые пользователи должны использовать другой дистрибутив.
Ричард Столлман в январе 2015 года объявил, что использует Trisquel на ThinkPad X60 вместо своего бывшего компьютера Lemote Yeeloong.

## Оборудование
Архитектуры процессоров IA-32 и x86-64 поддерживаются Trisquel 5.5, которые включают в себя совместимые с программным обеспечением чипсеты.